# Radio Andorra
Radio Andorra (Ràdio Andorra, en catalán; Radio Andorre, en francés) fue una emisora de radio comercial que emitió por concesión de las autoridades del Principado de Andorra entre 1939 y 1981.
Gracias a la neutralidad del Principado durante la Segunda Guerra Mundial, Radio Andorra fue la única emisora privada europea en lengua francesa que transmitió durante todo el conflicto sin estar bajo el control directo ni de Francia ni de Alemania. 
Igualmente se convirtió en la única radio que conservó dicha independencia tras la finalización de la guerra, lo que le granjeó durante el resto de su existencia la hostilidad manifiesta de las autoridades galas, las cuales intentaron sin fortuna presionar al gobierno andorrano.

## Historia, primeros años
La emisora fue inaugurada el 7 de agosto de 1939. 
Jacques Trémoulet, propietario de la empresa Radiophonie du Midi, que ya operaba emisoras de radiofonía en las localidades francesas de Toulouse, Montpellier, Burdeos y Agen, creó Radio Andorra temiendo la interdicción civil de la radio privada en territorio francés, la cual, de producirse, habría silenciado el resto de las emisoras de su propiedad, particularmente Radio Toulouse, muy popular en la época.
El estatus particular del que gozaba el Principado, un estado teóricamente independiente pero en la práctica íntimamente ligado a Francia y España en la década de los años 1930 del siglo XX, le permitió sustraerse a la reglamentación en materia de radiodifusión de estos dos países. Desafortunadamente para la emisora, apenas un mes después de su puesta en servicio Francia declaró la guerra a la Alemania nazi. Tras algunas vacilaciones y una breve interrupción de las emisiones, la estación reemprendió éstas el 3 de abril de 1940 para no interrumpirlas de nuevo durante más de cuarenta años.
Desde 1940 hasta 1944, Radio Andorra fue la única radio privada de expresión francesa que emitió sin control, ni de los aliados ni de los alemanes. Las demás emisoras privadas de Jacques Trémoulet situadas en Francia estuvieron bajo el control del gobierno de Vichy. Trémoulet nombró director de la emisora a Etienne Laffont, nieto del diputado Paul Laffont, quien había apoyado la creación de la emisora antes de la Guerra. Los intentos de control de la emisora durante este periodo fueron numerosos, pero la estación consiguió desbaratarlos. Es, paradójicamente, con la liberación de Francia en 1944 cuando comenzaron las verdaderas penurias para Radio Andorra: su propietario, Trémoulet, fue condenado a muerte en rebeldía por colaboracionista con las fuerzas de ocupación nazi. Se le imputaban, en esencia, sus acuerdos con los ocupantes para conservar sus otras emisoras, en particular Radio Toulouse, la cual fue clausurada. Trémoulet se refugió en España y posteriormente en Suiza hasta 1949, fecha en la cual fue finalmente indultado.

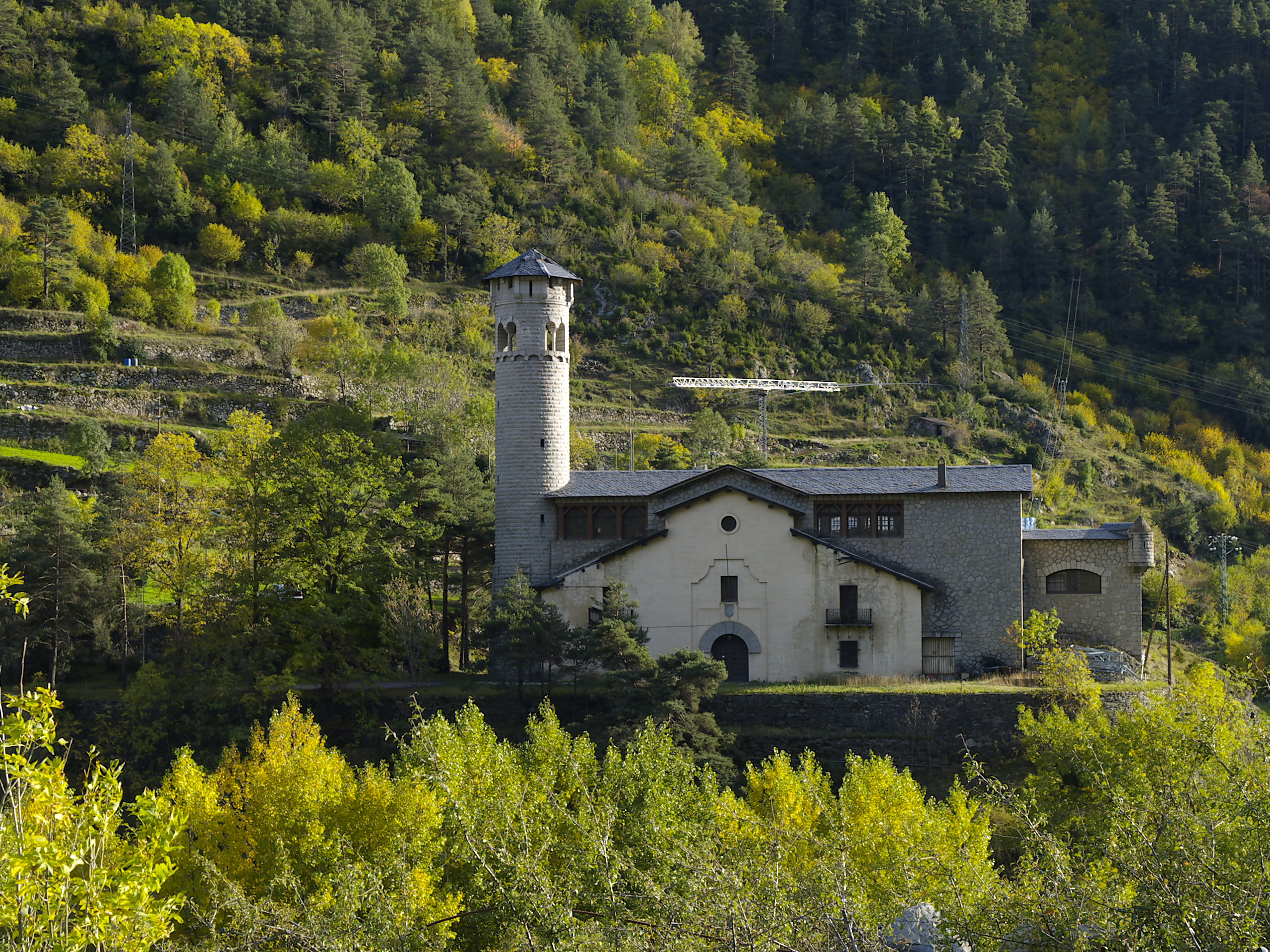
Centro emisor de Radio Andorra.

Radio Andorra se encontró en la segunda parte de la década fuertemente desestabilizada: un emisor de interferencia, instalado por el gobierno francés en la región de Burdeos, la hizo prácticamente inaudible en territorio francés durante casi un año hasta que dicha práctica fue declarada ilegal por la Corte de París. El secuestro de bienes de Jacques Trémoulet en Francia, particularmente la administración publicitaria de la emisora, sita en París, le impedía acceder a los anunciantes franceses, motivo por el cual los ingresos publicitarios fueron escasos.

## Años 1950, 60 y 70
A pesar de que la interferencia intencional y la persecución contra su propietario ya habían finalizado, a comienzos de los años 1950 las presiones del gobierno francés continuaban con el objetivo de silenciar a Radio Andorra. Las trabas administrativas, el cierre de la frontera andorrana para evitar los envíos de discos, las campañas de prensa... todo fue en balde: Radio Andorra continuaba gozando de popularidad entre sus oyentes. Con la estabilidad, pudo al fin mejorar la calidad de su entrega y dedicar tiempo a la mejora de sus programas y a la búsqueda de ingresos publicitarios.
A pesar de que su zona de escucha era más reducida que antaño, podía escucharse en toda Francia, y en el sur (donde no podía escucharse ni Radio Luxemburgo ni la recientemente creada Europe Numéro 1) dominaba el medio radiofónico. Por ello, el Estado francés decidió crear una nueva emisora periférica que hiciera la competencia a Radio Andorra en su propia zona geográfica. Después de numerosas peripecias con las autoridades andorranas, llegó a un acuerdo con éstas para crear dicha nueva emisora en Andorra, obteniendo una concesión del mismo tipo que la de Radio Andorra. En 1958, esta emisora controlada por el Estado francés a través de la SOFIRAD, comenzó a emitir como Andorradio, pasando a llamarse ulteriormente Radio des Vallées d'Andorre (Radio de los Valles de Andorra), nombre que cambió en 1966, por el de Sud Radio.
Durante los años 1960, la lucha entre Radio Andorra y su oponente, Radio des Vallées d'Andorre, fue encarnizada. Una y otra libraban una febril lucha por el liderazgo. Los programas se renovaban regularmente para adaptarlos a los gustos del momento, en especial al de la juventud. Por desgracia para Radio Andorra, la SOFIRAD, sociedad estatal que controlaba Europe Numéro 1, Radio Monte-Carlo y Sud Radio (antigua Radio des Vallées d'Andorre) dotó a esta última de unos medios sin comparación con los que disponía la emisora pirenaica. En 1968, por primera vez, Radio Andorra se vio superada en audiencia por Sud Radio, perdiendo la posición de liderazgo en el sur de Francia, que ya nunca recuperaría.
En 1971, falleció Jacques Trémoulet, propietario y fundador de Radio Andorra. La emisora contempló entonces una táctica de aproximación con RTL, particularmente en materia de programación. Pero estos acuerdos serían limitados y el declive continuó. Radio Andorra no tenía capacidad para invertir en material competitivo y su emisor obsoleto no le permitía ser audible fuera de una zona geográfica muy limitada alrededor de Andorra. Sud Radio, después de haber vencido en la batalla por la audiencia, ganó también la comercial.
Las dos emisoras históricas del principado, Radio Andorra y Sud Radio emitían en onda media. No obstante, el 18 de marzo de 1976, Radio Andorra pasó a emitir también en onda corta por la frecuencia 6230 kHz bajo el nombre de Radio Andorra Internacional, que no siempre emitía la misma programación que Radio Andorra.
A partir de 1978, Radio Andorra, que se reivindicaba en francés como la radio de los países de Oc, emite una pequeña parte de su programación en occitano por primera vez: entre 1978 y 1981, el programa Le Magazine des Pays d'Oc (emitido desde 1976) incluye una sección en occitano, llamada País d'Oc, que se emitía cada día a las 13:45 h y era presentada por Miquel Rossolin.

## Cierre de la emisora

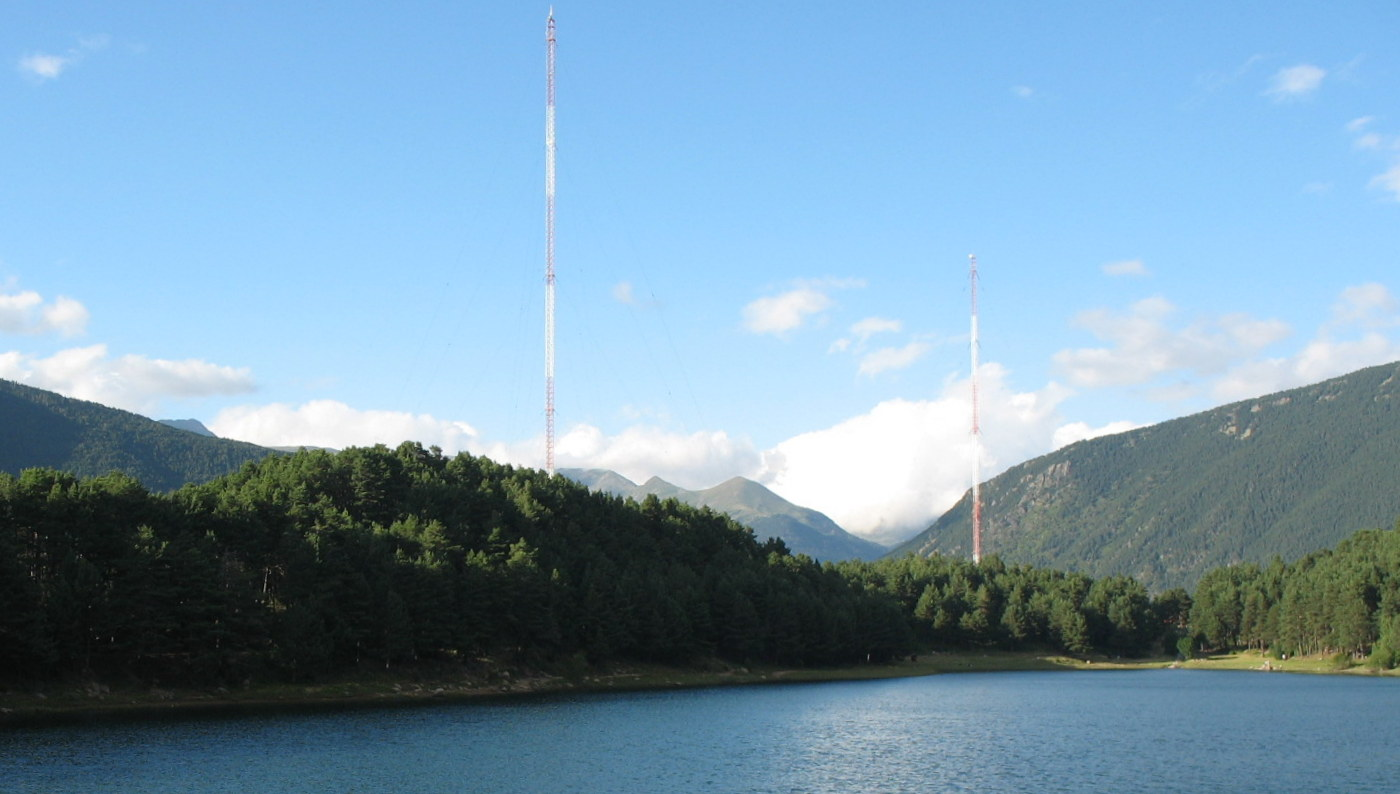
Antenas de la emisora junto al embalse de Engolasters en 2010.

El 26 de junio de 1980, el Consejo General de los Valles de Andorra, principal instancia ejecutiva del Principado, confirmó su intención de no renovar la concesión que había concedido en 1961 a Radio Andorra y a Sud Radio con vencimiento en marzo de 1981. El Estado andorrano deseaba nacionalizar la radiodifusión, por considerar que se encontraba demasiado ligada a los estados francés y español. El 26 de marzo de 1981 ordenó a las dos emisoras que cesasen inmediatamente de emitir. Radio Andorra ejecutó la orden a las 21 horas del mismo día. Sud Radio no se sometió a la orden y continuó sus emisiones durante un tiempo más antes de replegarse a territorio francés, donde las radios libres comenzaban a hacerse oír.
A pesar de que en 1984, entre el 4 de enero y el 7 de abril, se trató de relanzar Radio Andorra, el intento fracasó y Radio Andorra no volvió a emitir. Así, desde que en 1986 Sud Radio dejó definitivamente de emitir desde Andorra, el principado no tuvo emisora nacional, y no fue hasta el 8 de septiembre de 1990 que la nueva Ràdio Andorra emitió, esta vez como emisora pública, propiedad del ORTA.

## Nuevas emisiones de tributo en onda corta
Desde 2001, una web de archivo iconográfico y sonoro de la emisora comparte extractos o emisiones antiguas completas de Radio Andorra. Esta web no tiene ningún vínculo con la antigua emisora desaparecida, pero está impulsado por más de 110 colaboradores, la mayoría de ellos exempleados de Radio Andorra. Se debe a la iniciativa de un entusiasta de la radio, Jean-Marc Printz. Desde el 12 de abril de 2021, gracias a la intervención del ingeniero alemán Christian Milling, estos archivos, así como los programas recuerdos presentados por antiguos miembros de la emisora, se transmiten mensualmente el primer domingo de cada mes a las 18 horas en onda corta desde diferentes transmisores europeos, ubicados en Austria, Alemania o Armenia. La duración de las retransmisiones varía entre una y cuatro horas. Los archivos originales fueron objeto de trabajos de restauración realizados por Christian Milling y provienen tanto de colaboradores de la web del archivo como del Archivo Nacional del Principado de Andorra.
Generalmente, las emisiones comienzan, como en la antigua emisora, con la "Marcha de los Consejeros de Andorra" y finalizan con el himno nacional andorrano. Las emisiones de dos horas de "Historia Contada de Radio Andorra" se completan con el relato de la historia de la emisora, año tras año, con numerosos testimonios, extractos sonoros y documentos diversos. Al mismo tiempo, los programas se estrenan en el canal de YouTube de la página. 

## Logotipos
Emisiones en francés:

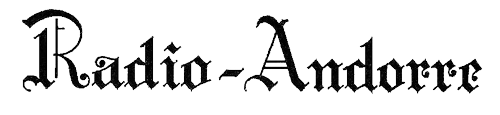
1939-1951
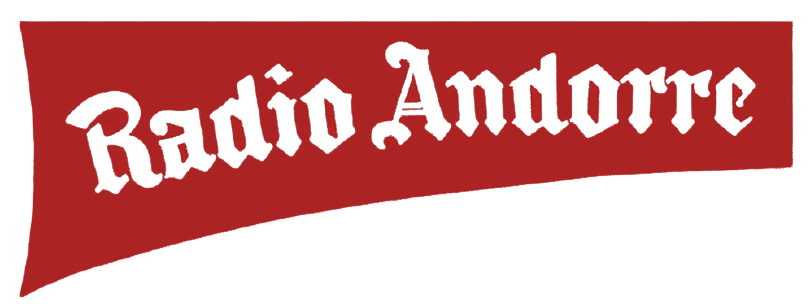
1951-1961
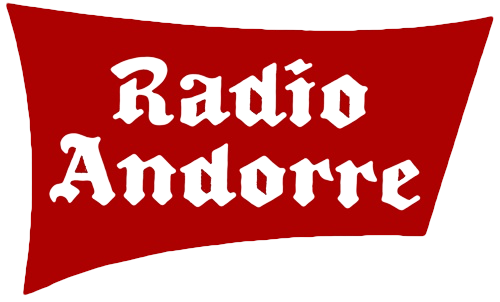
1961-1976
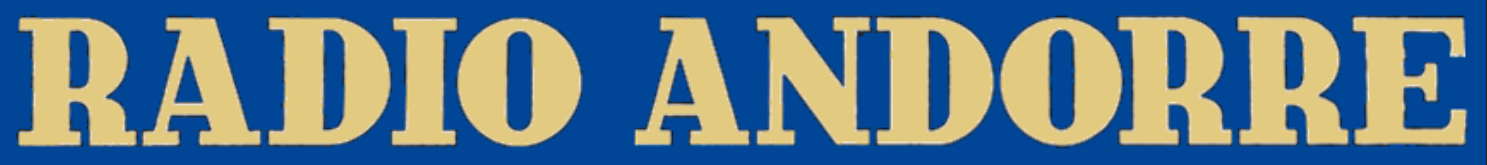
1976 - octubre de 1977
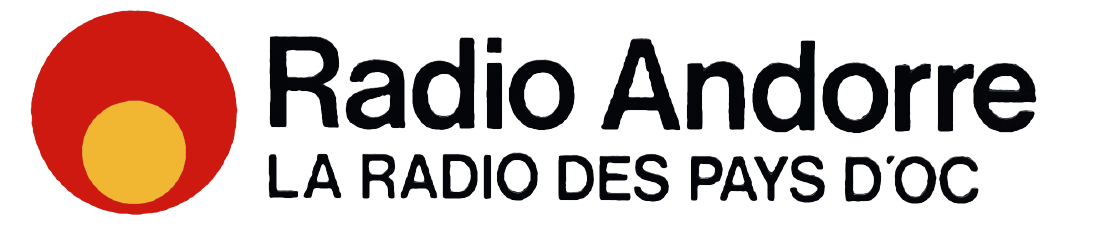
1977-1981

Emisiones en castellano (hasta 1977) y catalán:

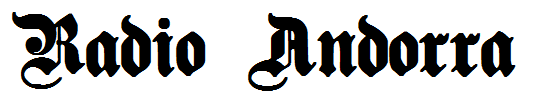
1939-1977
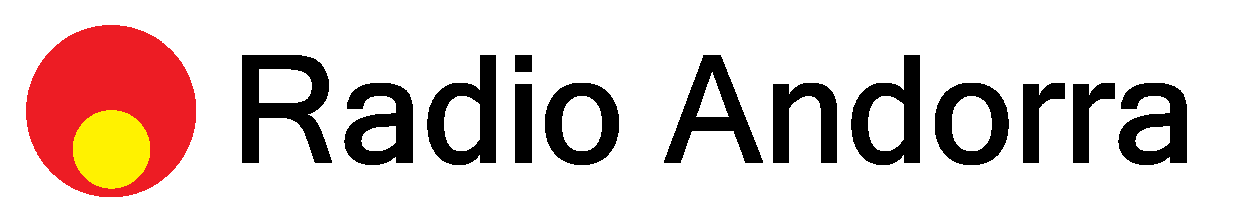
1977-1981

## Recuperando las cenizas de Radio Andorra
Después del cierre de Ràdio Andorra, empieza un litigio que llevará al gobierno andorrana a dos negociaciones y caminos sin fin con el ministerio de Exteriores del Estado español. Se trata de un litigio que durará hasta 2007, durante el gobierno de Albert Pintat en Andorra, de Montilla en Cataluña y de Zapatero en España.
El conflicto se explica por los sucesos del año 1961, cuando el gobierno de Andorra autorizó la difusión de Ràdio Sud Andorra. En aquel momento, Jacques Trémoulet, estaba refugiado en España, entonces aprovechó su exilio para proponer al gobierno de Francisco Franco la cesión gratuita de Ràdio Andorra en el Estado español a cambio de reservarse la explotación comercial durante veinte años. Esto hizo que la sociedad Eirassa (Explotaciones e Inversiones Radiofónicas SA) tuviera el derecho a controlar Radio Andorra a partir del 61 y pasar a poseer el 56 % de los votos en los momentos de tomar decisiones. Así pues, aunque los terrenos de la estación radiofónica estuvieran en Andorra, en términos legales, eran propiedad del Estado español. Consecuentemente, Andorra tuvo que negociar la concesión de Radio en Andorra en el gobierno de Pintat para poder recuperar el que había sido nombrado patrimonio cultural andorrano.
Finalmente, en 2007 Radio Andorra y el terreno en donde se sitúa pasó a manos de Andorra gracias a la cesión que hizo el ministro de Exteriores español de la época, el Sr. Miguel Àngel Moratinos. A cambio, el Gobierno Andorrano se comprometió a indemnizar todas las partes que quedaron por liquidar en 1981.

## Museo de la Radio
Con el fin de evitar posibles utilizaciones no éticas (como la creación de un Media Park) por parte de la administración andorrana, el Gobierno español prohibió al andorrano crear en Radio Andorra negocios u otras actividades con fines económicos si se quería mantener el edificio. Sin embargo, se autorizó destinar el edificio y la zona a fines públicos, en otras palabras, crear un museo. Entonces, el Archivo nacional de Andorra en colaboración con la Fonoteca de Cataluña empezaron a restaurar el edificio para crear el que sería el Museo de la Radio.
En octubre de 2012, el Archivo Nacional de Andorra publicó en internet un video de aproximadamente 10 minutos para celebrar los años de oro de Radio Andorra y también el Día Mundial del Patrimonio Audiovisual.
En febrero de 2013, el Gobierno de Andorra aprobó el informe para convertir el entonces edificio de Radio Andorra en el Museo de la Radio. El presupuesto era de 250 000 euros de inversión y se esperaba la inauguración entre los años 2015 y 2016. El mismo informe propone la creación de una comisión ad hoc para desarrollar el proyecto formada por ocho personas:
- Sylvain Athiel, profesional de la radiodifusión
- María Jesús Lluelles, doctora en geografía e historiadora reconocida
- Gualbert Osorio, personaje histórico de Ràdio Andorra
- Maite Parrilla, profesional del mundo de la docencia
- Enric Torres, experto en el mundo del turismo
- Susanna Vela, jefa del área de archivos y gestión de documentos del Departamento de Patrimonio Cultural
- Marta Planas, jefa del área de Museos y Monumentos del Departamento de Patrimonio Cultural
- Olivier Codina, doctor en historia i director del Departamento de Patrimonio Cultural